# Kabare, Kongo-Kinshasa
Kabare är en ort i Kongo-Kinshasa, huvudort i territoriet med samma namn. Den ligger i provinsen Södra Kivu, i den östra delen av landet, 1 500 km öster om huvudstaden Kinshasa.